# José Pinazo Martínez

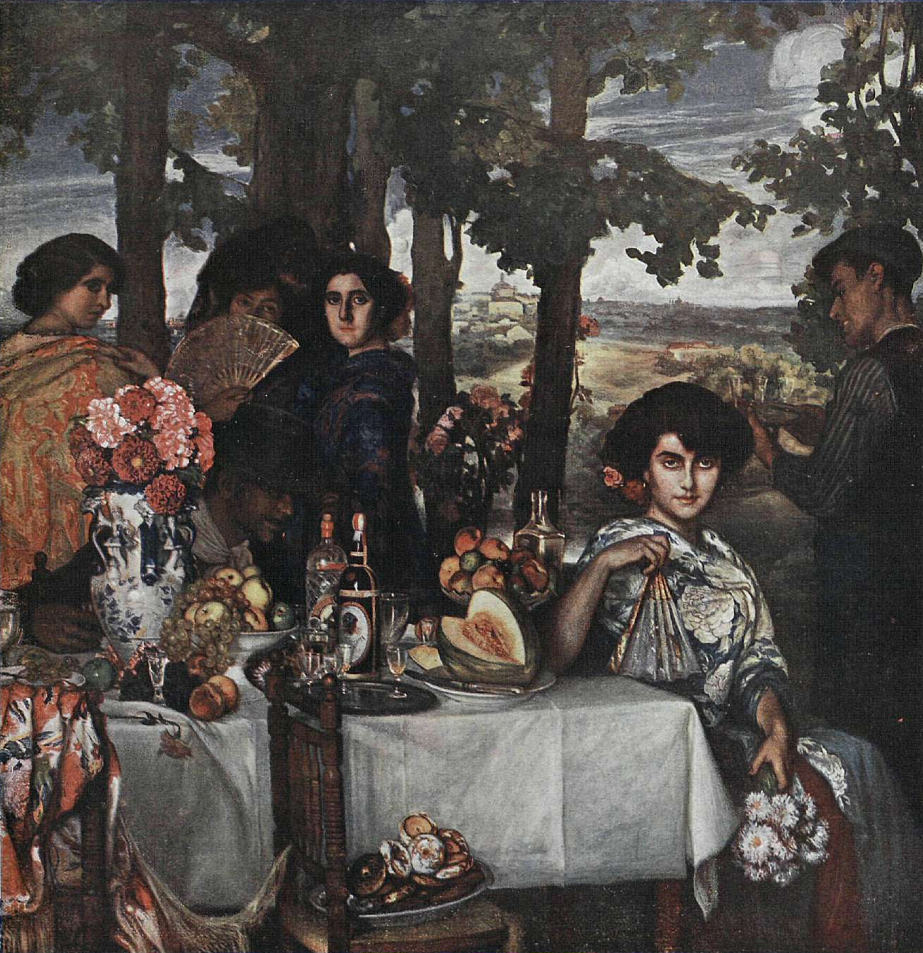
A plena vida, 1910

José Pinazo Martínez – hiszpański malarz i rzeźbiarz. Jego ojcem był malarz Ignacio Pinazo Camarlench, a młodszym bratem rzeźbiarz Ignacio Pinazo Martínez.
Urodził się w Rzymie, gdzie jego ojciec przebywał na stypendium. W 1881 r. cała rodzina wróciła do Walencji. Studiował na Królewskiej Akademii Sztuk Pięknych San Carlos w Walencji. Podróżował do Paryża, Rzymu i Londynu, ostatecznie zamieszkał w Madrycie. Z powodzeniem brał udział w wielu wystawach i konkursach. W 1915 jego obraz Floreal zdobył I medal na Krajowej Wystawie Sztuk Pięknych w Madrycie.
Początkowo tworzył według kanonów modernizmu, naturalizmu oraz kostumbryzmu Joaquina Sorolli, na którym się wzorował. Około 1918 r. pogłębił pracę nad własnym stylem i zaczął malować głównie portrety i martwe natury.
W 1921 r. odwiedził Kubę, aby zorganizować wystawę swoich dzieł w Hawanie. Przybawając na Kubie wykonał kilka portretów na zamówienie lokalnych osobistości.

## Wybrane dzieła
- Bodegón con granadas, uvas y flores, (talerz) 1900.
- Bodegón con naranjas y flores, (talerz) 1903.
- Floreal, óleo sobre lienzo, 1917.
- Luciérnaga, óleo sobre lienzo, 1917.